# Demetrio Sartorio
Demetrio Sartorio (Milano, 11 aprile 1967) è un produttore discografico italiano, noto soprattutto per il lancio della band Le Vibrazioni.
È amministratore della società di edizioni musicali UTO, UnTucanoOvunque Srl.

## Biografia
Demetrio Sartorio inizia la sua carriera a 21 anni nel 1988 nello studio di registrazione milanese Psycho, partecipando alla registrazione di 3 album degli Elio e le Storie Tese (Samaga Hukapan Kariyana Turu, 1989, Italyan Rum Casusu Cikti, 1992, Esco dal mio corpo e ho molta paura, 1993), e 2 dei Pitura Freska (‘Na bruta banda, 1991, Duri i banchi, 1993). 	
Nel 1994 ha iniziato a lavorare come ufficio stampa di Zucchero Fornaciari per Prima Pagina di Marina Testori, occupandosi del lancio dei dischi e del tour di Spirito DiVino (1995) e The Best of Zucchero Sugar Fornaciari's Greatest Hits (1996).
Nel 1997 passa alla Sony Music: inizialmente gestisce l’ufficio stampa per poi passare, dopo aver portato i Bluvertigo alla vittoria agli MTV Europe Music Awards del 1998, a dirigere l’ufficio artistico della neonata etichetta NOYS: in questo periodo coordina la realizzazione e il lancio del terzo album dei Bluvertigo (Zero, 1999), dei La Sintesi (L’eroe romantico, 1999) e degli Yo Yo Mundi (L’impazienza, 1999), scrivendo i relativi video musicali.
Alla fine del 1999 passa alla BMG dove produce gli album La vida que vendrà (2000) dei 99 Posse, e Imaginaria (2001) degli Almamegretta. Passa dalle sue mani anche l’enorme successo del tormentone estivo Tre parole di Valeria Rossi (2001, di cui ha ideato il video) e l’album relativo.
Nel 2001 ricopre il ruolo di direttore delle promozioni alla EDEL: qui si occupa del lancio dell’album Scaramante di Cristiano De André, per il quale scrive il videoclip del brano Sei arrivata. Nel frattempo inizia a occuparsi di una giovane band della periferia milanese, Le Vibrazioni, con cui negli anni successivi contribuisce a riportare il rock italiano sulle scene: con la band, a partire dal 2003 vince tutti i premi musicali italiani esistenti all’epoca. Produce gli album Le Vibrazioni e Le Vibrazioni II, il DVD Live all’Alcatraz, ed è sua l’idea del libro Immagina – Le storie della family (Bompiani, 2005) scritto dalla band, nel quale firma anche lui un racconto. È anche autore di tutti i videoclip de Le Vibrazioni dal 2003 al 2005 (Dedicato a te, Vieni da me, Notte d’estate, Sono più sereno). Con il primo video, Dedicato a te, Sartorio crea un vero e proprio caso perché il lungo piano sequenza nella zona dei Navigli milanesi, da lui ideato, viene "coverizzato" come fosse una canzone: Elio e le Storie tese, infatti, ne realizzano un remake per il video del loro brano Shpalman, e Frankie hi-nrg mc ne fa un'altra versione per il suo brano Chiedi chiedi. 
È ideatore della campagna realizzata da Le Vibrazioni con la Lega Italiana per la lotta contro i tumori e anche del video di Aspettando (2005), che in realtà è uno spot contro l’abbandono dei cani per la Lega nazionale per la protezione del cane. Nel 2005 a causa di alcuni dissapori la band gli fa immotivatamente causa e ne cancella ogni traccia dalle biografie ufficiali. La causa è poi vinta da Sartorio che tuttora resta editore dei brani che li hanno resi celebri.
È del 2010 il lancio in Italia e Francia di Mais qu'est ce qu'il fait froid, primo singolo della cantautrice romana-parigina ErikaBlu, che nel 2012 è anche protagonista della campagna antipirateria della FIMI con il suo brano Un’estate che non c’è; il disco è pubblicato anche in Francia nella versione francese La chaleur d’une été (etichetta Play On).
Dal 2013 si occupa di scouting di nuovi talenti e collabora come consulente di varie etichette musicali. Da un'esperienza di volontariato come responsabile dei progetti musicali all’interno del carcere di Bollate durata molti anni, nel 2022 ha creato l'etichetta Peachead che pubblica brani scritti da detenuti e registrati nella sala musica interna al carcere.
Dal 2021 è manager, editore e produttore di senza_cri, artista brindisina finalista a Sanremo Giovani 2021, il cui primo EP Salto nel vuoto è stato pubblicato a gennaio 2022